# Bombycilaena discolor
Bombycilaena discolor es una especie de plantas con flores perteneciente a la familia de las asteráceas. 

## Descripción
Son hierbas anuales, con tallos de hasta 16 cm de altura, erectos, simples, ramificados y con ramas ascendentes decumbentes. Las hojas de 3-19 x 0,6-4 mm oblongo-lanceoladas. Glomérulos de (6,5) 7-11 mm de diámetro, generalmente terminales, con 2-5 capítulos no sobrepasados por las hojas involucrantes, blanco-tomentosos. Brácteas involucrales internas en número de (3-) 4-5, de 3-4 mm. Flores hermafroditas en número de 2-3. Florece y fructifico de abril a mayo (y junio).

## Distribución y hábitat
Se encuentra sobre suelos margosos, en el sur  de Europa, Norte de África y suroeste de Asia.

## Taxonomía
Bombycilaena discolor fue descrita por  (Pers.) M.Laínz   y publicado en Boletín del Instituto de Estudios Asturianos. Suplemento de ciencias  16: 19z (1973)
Sinonimia
- Bombycilaena bombycina (Lag.) Soják
- Bombycilaena erecta subsp. discolor (Pers.) Mateo & Figuerola
- Micropus bombycinus Lag.
- Micropus discolor Pers.
- Micropus erectus subsp. bombicinus (Lag.) Rouy
- Micropus erectus subsp. discolor
- Micropus erectus var. discolor Pers.[3]

## Nombres comunes
- Castellano: algodoncitos, bolitas de lana.